# 菲律宾革命工人党
菲律宾革命工人党是菲律宾的一个非法的共产主义政党。该党成立于1995年，分裂自菲律宾共产党。这次分裂源于菲律宾共产党内部的意识形态分歧；当时，一些菲共成员反对继续坚持毛主义，并主张以暴动路线取代毛主义的“持久人民战争”战略，形成“拒绝派”；1992年起，菲共发动“第二次大整风运动”，于1992年—1993年开除约1万名成员，迫使“拒绝派”另寻出路。2001年，该党的棉兰老岛分支脱党成立革命工人党—棉兰老。
该党领导的准军事组织“革命无产阶级军—亚历克斯·邦卡尧旅”约有500人。